# 2022 FIFAワールドカップ・ヨーロッパ予選グループA
2022 FIFAワールドカップ・ヨーロッパ予選・グループAは、カタールで行われる2022 FIFAワールドカップ出場チームを決定するための予選のうち、欧州サッカー連盟 (UEFA) 加盟協会を対象としたヨーロッパ予選（一次予選）10グループのうちの1つ。アゼルバイジャン、ルクセンブルグ、ポルトガル、アイルランド共和国、セルビアの5協会で構成される。ラウンドロビン形式のホーム・アンド・アウェー2回戦総当たりで対戦する。
グループ最上位チームはワールドカップ本大会出場が決定し、グループ2位のチームは2次予選に進みUEFAネーションズリーグ2020-21成績上位2チームを加えた12チームで3組に分かれてトーナメントを戦い、各勝者が本大会出場権を得る。
本大会ホスト国代表のカタールはグループAに参加する5チームと提携しており、グループAの「予備チーム」（その節でグループAのカードが組まれない国）と集中的に国際親善試合を行うことができた。カタールは、対戦相手の移動時間を短くするために、ヨーロッパでホームゲームを行う。

## 順位表
| 順 | チーム           | 試 | 勝 | 分 | 敗 | 得 | 失 | 差  | 点 | 出場権                      |     | セルビア | ポルトガル | アイルランド | ルクセンブルク | アゼルバイジャン |
| -- | ---------------- | -- | -- | -- | -- | -- | -- | --- | -- | --------------------------- | --- | -------- | ---------- | ------------ | -------------- | ---------------- |
| 1  | セルビア         | 8  | 6  | 2  | 0  | 18 | 9  | +9  | 20 | 2022 FIFAワールドカップ出場 |     | —        | 2–2        | 3–2          | 4–1            | 3–1              |
| 2  | ポルトガル       | 8  | 5  | 2  | 1  | 17 | 6  | +11 | 17 | 2次予選進出                 |     | 1–2      | —          | 2–1          | 5–0            | 1–0              |
| 3  | アイルランド     | 8  | 2  | 3  | 3  | 11 | 8  | +3  | 9  |                             |     | 1–1      | 0–0        | —            | 0–1            | 1–1              |
| 4  | ルクセンブルク   | 8  | 3  | 0  | 5  | 8  | 18 | −10 | 9  |                             | 0–1 | 1–3      | 0–3        | —            | 2–1            |                  |
| 5  | アゼルバイジャン | 8  | 0  | 1  | 7  | 5  | 18 | −13 | 1  |                             | 1–2 | 0–3      | 0–3        | 1–3          | —              |                  |

## 試合
対戦カードは、抽選の翌日の2020年12月8日にUEFAによって確認された。時間は特記なき限り中央ヨーロッパ時間(CET, UTC+1) / 中央ヨーロッパ夏時間(CEST, UTC+2) 表記 （現地時間が異なる場合は括弧内に表記）。
| 2021年3月24日 20:45 |

| ポルトガル                 | 1 – 0                       | アゼルバイジャン |
| （メドベデフ） 36分 (o.g.) | Report (FIFA) Report (UEFA) |                  |

| ユヴェントス・スタジアム, トリノ (イタリア) · 観客数: 0 · 主審: ダニエル・ジーベルト ( ドイツ) |

| 2021年3月24日 20:45 |

| セルビア                                          | 3 – 2                       | アイルランド                  |
| ヴラホヴィッチ 40分 · A.ミトロヴィッチ 69分, 75分 | Report (FIFA) Report (UEFA) | ブラウン 18分 · コリンズ 86分 |

| スタディオン・ツルヴェナ・ズヴェズダ, ベオグラード · 観客数: 0 · 主審: ダヴィデ・マッサ ( イタリア |

| 2021年3月27日 20:45 (19:45 UTC±0) |

| アイルランド | 0 – 1                       | ルクセンブルク  |
|              | Report (FIFA) Report (UEFA) | ロドリゲス 85分 |

| アビバ・スタジアム, ダブリン · 観客数: 0 · 主審: フラン・ヨヴィッチ ( クロアチア) |

| 2021年3月27日 20:45 |

| セルビア                                  | 2 – 2                       | ポルトガル          |
| A.ミトロヴィッチ 46分 · コスティッチ 60分 | Report (FIFA) Report (UEFA) | ジョッタ 11分, 36分 |

| スタディオン・ツルヴェナ・ズヴェズダ, ベオグラード · 観客数: 0 · 主審: ダニー・マッケリー ( オランダ) |

| 2021年3月30日 18:00 (20:00 UTC+4) |

| アゼルバイジャン       | 1 – 2                       | セルビア                    |
| マフムドフ 59分 (pen.) | Report (FIFA) Report (UEFA) | A.ミトロヴィッチ 16分, 81分 |

| バクー・オリンピックスタジアム, バクー · 観客数: 0 · 主審: ロイ・レインシュレイバー ( イスラエル) |

| 2021年3月30日 20:45 |

| ルクセンブルク  | 1 – 3                       | ポルトガル                                        |
| ロドリゲス 30分 | Report (FIFA) Report (UEFA) | ジョッタ 45+2分 · ロナウド 51分 · パリーニャ 80分 |

| スタッド・ヨジー・バーテル, ルクセンブルク · 観客数: 0 · 主審: セルゲイ・イワノフ ( ロシア) |

| 2021年9月1日 20:45 |

| ルクセンブルク                      | 2–1                         | アゼルバイジャン |
| ピント 8分 · ロドリゲス 28分 (pen.) | Report (FIFA) Report (UEFA) | マフムドフ 67分  |

| スタッド・ドゥ・ルクセンブルク, ルクセンブルク · 主審: イルファン・ペルイト ( ボスニア・ヘルツェゴビナ) |

| 2021年9月1日 20:45 (19:45 UTC+1) |

| ポルトガル            | 2 – 1                       | アイルランド  |
| ロナウド 89分, 90+6分 | Report (FIFA) Report (UEFA) | イーガン 45分 |

| エスタディオ・アルガルヴェ, ファロ/ローレ · 観客数: 0 · 主審: マテイ・ジャグ ( スロベニア) |

| 2021年9月4日 18:00 (17:00 UTC+1) |

| アイルランド  | 1 – 1                       | アゼルバイジャン  |
| ダフィー 87分 | Report (FIFA) Report (UEFA) | マフムドフ 45+1分 |

| アビバ・スタジアム, ダブリン · 主審: ジェローム・ブリサード ( フランス) |

| 2021年9月4日 18:00 |

| セルビア                                                                     | 4 – 1                       | ルクセンブルク |
| ミトロヴィッチ 22分, 35分 · （シャノ） 82分 (o.g.) · ミレンコヴィッチ 90+6分 | Report (FIFA) Report (UEFA) | ティル 77分    |

| スタディオン・ツルヴェナ・ズヴェズダ, ベオグラード · 主審: ハリル・ウムット・メラー ( トルコ) |

| 2021年9月7日 18:00 (20:00 UTC+4) |

| アゼルバイジャン | 0 – 3                       | ポルトガル                                      |
|                  | Report (FIFA) Report (UEFA) | B.シウバ 26分 · A.シルヴァ 31分 · ジョッタ 15分 |

| バクー・オリンピックスタジアム, バクー · 観客数: 20,574 · 主審: マルコ・グイーダ ( イタリア) |

| 2021年9月7日 20:45 (19:45 UTC+1) |

| アイルランド                     | 1 – 1                       | セルビア                          |
| （ミレンコヴィッチ） 87分 (o.g.) | Report (FIFA) Report (UEFA) | ミリンコヴィッチ＝サヴィッチ 20分 |

| アビバ・スタジアム, ダブリン · 観客数: 25,415 · 主審: ホセ・マリア・サンチェス・マルティネス ( スペイン) |

| 2021年10月9日 18:00 (20:00 UTC+4) |

| アゼルバイジャン | 0 – 3                       | アイルランド                         |
|                  | Report (FIFA) Report (UEFA) | ロビンソン 7分, 39分 · オグベネ 90分 |

| バクー・オリンピックスタジアム, バクー · 観客数: 6,852 · 主審: エスペン・エスコス ( ノルウェー) |

| 2021年10月9日 20:45 |

| ルクセンブルク | 0 – 1                       | セルビア            |
|                | Report (FIFA) Report (UEFA) | ヴラホヴィッチ 68分 |

| スタッド・ドゥ・ルクセンブルク, ルクセンブルク · 観客数: 2,000 · 主審: ウィリー・コルム ( スコットランド) |

| 2021年10月12日 20:45 (19:45 UTC+1) |

| ポルトガル                                                                     | 5 – 0                       | ルクセンブルク |
| ロナウド 8分 (pen.), 13分 (pen.), 87分 · フェルナンデス 18分 · パリーニャ 69分 | Report (FIFA) Report (UEFA) |                |

| エスタディオ・アルガルヴェ, ファロ/ローレ · 観客数: 18,553 · 主審: ブノワ・バスティアン ( フランス) |

| 2021年10月12日 20:45 |

| セルビア                                                  | 3 – 1                       | アゼルバイジャン  |
| ヴラホヴィッチ 30分 (pen.), 53分 · タディッチ 83分 (pen.) | Report (FIFA) Report (UEFA) | マフムドフ 45+2分 |

| スタディオン・ツルヴェナ・ズヴェズダ, ベオグラード · 観客数: 5,890 · 主審: エリック・ランブレヒツ ( ベルギー) |

| 2021年11月11日 18:00 (21:00 UTC+4) |

| アゼルバイジャン | 1 – 3                       | ルクセンブルク                          |
| サラフリ 82分    | Report (FIFA) Report (UEFA) | ロドリゲス 67分, 90+1分 · S.ティル 78分 |

| バクー・オリンピックスタジアム, バクー · 観客数: 2,986 · 主審: マヌエル・シュテングルバー ( オーストリア) |

| 2021年11月11日 20:45 (19:45 UTC±0) |

| アイルランド | 0 – 0                       | ポルトガル |
|              | Report (FIFA) Report (UEFA) |            |

| アビバ・スタジアム, ダブリン · 観客数: 50,373 · 主審: ヘスス・ヒル・マンサーノ ( スペイン) |

| 2021年11月14日 20:45 |

| ルクセンブルク | 0 – 3                       | アイルランド                                    |
|                | Report (FIFA) Report (UEFA) | ダフィー 67分 · オグベネ 75分 · ロビンソン 88分 |

| スタッド・ドゥ・ルクセンブルク, ルクセンブルク · 観客数: 9,268 · 主審: タマーシュ・ボグナール ( ハンガリー) |

| 2021年11月14日 20:45 (19:45 UTC±0) |

| ポルトガル     | 1 – 2                       | セルビア                              |
| サンチェス 2分 | Report (FIFA) Report (UEFA) | タディッチ 33分 · ミトロヴィッチ 90分 |

| エスタディオ・ジョゼ・アルヴァラーデ, リスボン · 観客数: 58,873 · 主審: ダニエレ・オルサート ( イタリア) |